# Vittorio Olcese
Vittorio Olcese (Milano, 11 agosto 1925 – Milano, 1º gennaio 1999) è stato un politico italiano.

## Biografia
Esponente milanese del Partito Repubblicano Italiano. Alle elezioni regionali in Lombardia del 1975 è eletto consigliere regionale.
Nel 1979 viene eletto con il PRI alla Camera dei Deputati e ricopre il ruolo di Sottosegretario di Stato alla Presidenza del Consiglio dei ministri nel Governo Spadolini II. Rieletto deputato alle elezioni politiche del 1983, ricopre il ruolo di Sottosegretario alla Difesa nei governi Craxi  e II. Conclude il proprio mandato parlamentare nel 1987.
Muore il 1º gennaio 1999 all'età di 73 anni.